# 服务器日志
服务器日志（英語：Server log）是一个或多个由服务器自动创建和维护的日志文件，其中包含其所执行活动的列表。
服务器日志的典型例子是网页服务器的日志，其中包含页面请求的历史记录。W3C维护有一个网页服务器日志文件的标准格式——通用日志格式，但亦有其他专有格式存在。近年来的日志文件通常将内容附加到文件的结尾。添加的信息有关请求，包括客户端IP地址、请求日期/时间、请求的網頁、HTTP代码、提供的字节数、用户代理、參照位址等。这些数据可能写入在一个文件中，也可能分隔成不同的日志，如访问日志、錯誤日志、引荐者日志等。但是，服务器日志通常不会收集特定用户的信息。
一般的互联网用户通常不能访问这些文件，只有網站管理員或其他管理人员有权访问它们。对服务器日志进行统计分析可以找出有关时间、引荐来源、用户代理等信息的规律和相关性。